# Tønde (rummål)
 For alternative betydninger, se Tønde. (Se også artikler, som begynder med Tønde)
Tønde er navnet på adskillige rummål:
- En tønde råolie eller andre petroleums-produkter (forkortet bbl) er 158,9873 liter (42 amerikanske eller 35 britiske gallons). Måleenheden er baseret på indholdet af de olietønder, der især tidligere blev benyttet til transport og opbevaring af olie. Standardtønden på 42 gallons blev benyttet fra 1860'erne i de amerikanske oliefelter i Pennsylvania. Både 42 gallon tønder (baseret på det gamle engelske vinmål, tierce) og 40 gallons (151,4 liter) whiskeytønder blev anvendt. 40 gallon tønder var den almindeligste tidlige størrelse, men i 1866 blev olietønden standardiseret til 42 gallons. Olie blev ikke udskibet i tønder i lang tid herefter [1], men det anvendes stadig som rummålsangivelse og dermed også ved prisangivelse.
- I Storbritannien har en standard øltønde et rumfang på 36 britiske gallons, omkring 163,7 liter.
- I USA, en standard tønde for væsker på 31,5 amerikanske gallons (119,2 liter), en halv hogshead. Men en standard øltønde er 31 amerikanske gallons (117,3 liter), som er resultatet af skattelovsdefinitioner.
- I USA, en standard "dry barrel" svarende til 105 "dry quarts" (115,6 liter).